# モントルレ
モントルレ （Montrelais）は、フランス、ペイ・ド・ラ・ロワール地域圏、ロワール＝アトランティック県のコミューン。

## 地理

県におけるモントルレの位置

モントルレはロワール川沿いに位置する。ナントとは55km、アンジェとは35kmの距離があり、アンスニの東18kmのところにある。1999年にINSEEがまとめた順位表によると、モントルレは都市圏に含まれない農村コミューンである。
コミューンの南側を流れるロワール川の他、ブレ川、そして元はロワール川であった三日月湖がある。
コミューンを歴青炭の層が交差している。この層はコミューンから40km離れたノール＝シュル＝エルドルから始まり、メーヌ＝エ＝ロワール県のドゥエ＝ラ＝フォンテーヌで終わる。

## 由来
コミューンの名の原型は、中世にこの地にあった修道院とつながりがある。1123年に出されたルイ6世の憲章の中で、Monaterium Legum という名前を見つけることができる。
モントルレは地元で話されるオイル語の一種、ガロ語で Monterlaè という。

## 歴史
中世、モントルレは現在のコミューン面積以上の領地に含まれていた。町は、現在は分離しているラ・シャペル＝サン＝ソヴール、ル・フレンヌ＝シュル＝ロワールをも含有していた。
18世紀、モントルレ石炭会社は、トーマス・ニューコメンの蒸気機関を利用して石炭を最初に採掘した会社の一つだった。1767年、ラ・シャペル・サン・ソヴール教区がモントルレと合体した。1904年、ル・フレンヌが分離してコミューンとなった。

## 人口統計
| 1962年 | 1968年 | 1975年 | 1982年 | 1990年 | 1999年 | 2006年 | 2012年 |
| ------ | ------ | ------ | ------ | ------ | ------ | ------ | ------ |
| 558    | 514    | 541    | 587    | 587    | 664    | 791    | 850    |

source=1999年までLdh/EHESS/Cassini、2004年以降INSEE